# Orthomiscus unicinctus
Orthomiscus unicinctus là một loài tò vò trong họ Ichneumonidae.